# Elliot Grandin
Elliot Grandin (Caen, Francia, 17 de octubre de 1987) es un futbolista francés de origen congoleño. Juega de delantero en el Ermis Aradippou de la Primera División de Chipre.

## Biografía
Grandin empezó su carrera futbolística en las categorías inferiores de un equipo de su ciudad natal, el SM Caen. En 2004 pasa formar parte de la primera plantilla del club. Esa misma temporada su equipo llega a la final de la Copa de la Liga de Francia, aunque al final el título fue a parar al Racing Estrasburgo. 
Grandin debuta en la Ligue 1 en el último encuentro de la temporada, el 28 de mayo de 2005, en el partido FC Istres 3-2 SM Caen. Al año siguiente el equipo juega la Ligue 2. En la temporada 2006-07 Grandin ayuda a su equipo a ascender de nuevo a la máxima categoría del fútbol francés.
En 2008 ficha por el Olympique de Marsella, que realizó un desembolso económico de 400000 euros para poder hacerse con sus servicios.
Desde el inicio de 2010 juega en el equipo búlgaro PFC CSKA Sofía

## Selección nacional
Ha sido internacional con la Selección de fútbol de Francia Sub-21.

## Clubes
| Club                  | País              | Año           |
| --------------------- | ----------------- | ------------- |
| SM Caen               | Francia           | 2004-2008     |
| Olympique de Marsella | Francia           | 2008-2009     |
| Grenoble Foot 38      | Francia           | 2009          |
| PFC CSKA Sofía        | Bulgaria          | 2010-         |
| Blackpool FC          | Inglaterra        | 2010-2012     |
| Olympique de Niza     | Francia           | 2012          |
| Blackpool FC          | Inglaterra        | 2012-2013     |
| Crystal Palace        | Inglaterra        | 2013 - 2014   |
| Blackpool FC          | Inglaterra        | 2014          |
| Astra                 | Rumanía           | 2015          |
| Shrewsbury Town       | Inglaterra        | 2015 - 2016   |
| Ermis Aradippou       | Chipre            | 2017          |
| Fréjus Saint-Raphaël  | Francia           | 2018 - 2019   |
| JS Saint-Pierroise    | Francia (Reunión) | 2019 - 2020   |
| Grimsby Town          | Inglaterra        | 2020          |
| JS Saint-Pierroise    | Francia (Reunión) | 2021-2022     |
| Cannet Rocheville     | Francia           | 2022-presente |

## Títulos
No ha ganado ningún título.